# Cumby (Teksas)
Cumby je grad u američkoj saveznoj državi Teksas. Prema popisu stanovništva iz 2010. u njemu je živjelo 777 stanovnika.